# Cricket Canada
Cricket Canada (englisch und französisch, CC), bis 2007 Canadian Cricket Association (englisch, CCA; französisch Association canadienne de cricket, ACC), ist der nationale Dachverband für Cricket in Kanada. Der im Jahr 1892 gegründete Verband hat seinen Sitz in Toronto. Seit 1968 vertritt er Kanada beim Weltverband International Cricket Council (ICC) als Associate Member und beim Kontinentalverband ICC Americas.

## Geschichte
Die Gründung des Verbandes Canadian Cricket Association erfolgte im Jahr 1892. 1968 wurde er Associate Member des International Cricket Council (ICC) und nahm 2007 seinen heutigen Namen an.

## Aufgabe
Cricket Canada stellt die Kanada vertretenden Cricket-Nationalmannschaften, einschließlich der für die Männer, Frauen und Jugend, zusammen. Der Verband ist außerdem verantwortlich für die Durchführung von ODI- und T20I-Serien gegen andere Nationalmannschaften sowie die Organisation von Heimspielen und -turnieren. Neben der Aufstellung des Teams ist er verantwortlich für den Kartenverkauf, der Gewinnung von Sponsoren und der Vermarktung der Medienrechte.
Daneben organisiert der Verband das Kinder- und Jugend-Cricket in Kanada. Wie andere Cricketnationen verfügt Kanada über U-19-Nationalmannschaften für Jungen und Mädchen, die an den entsprechenden Weltmeisterschaften (Jungen und Mädchen) teilnehmen.
Der Verband organisiert auch den nationalen Spielbetrieb. So betreibt er die Global T20 Canada.

## Logo
Das Logo von Cricket Canada zeigt ein elfzackiges Zuckerahornblatt (Acer saccharum) in den Nationalfarben weiß und rot, entlehnt von der Flagge Kanadas, mit dem Schriftzug Cricket Canada darunter.